# Football Club Internazionale Milano 1993-1994
Questa voce raccoglie le informazioni riguardanti il Football Club Internazionale Milano nelle competizioni ufficiali della stagione 1993-1994.

## Stagione

Rubén Sosa, miglior marcatore dei nerazzurri in campionato con 16 gol, in azione nel derby d'Italia del 28 novembre 1993 in cui siglò una doppietta (2-2).

Nell'estate 1993 Pellegrini si assicurò le prestazioni degli olandesi Jonk e Bergkamp, ritenuti tra i maggiori prospetti del calcio mondiale; a completare l'organico furono poi gli italiani Paganin, Festa e Dell'Anno. L'apporto dei tulipani si rivelò tuttavia inferiore alle attese in loro riposte, con Bergkamp che – pur risultando capocannoniere in UEFA – denunciò problemi d'ambientamento in spogliatoio; in campionato la squadra tentò inizialmente di contrastare i concittadini rossoneri, ritrovandosi a 4 lunghezze dagli uomini di Capello alla pausa natalizia.
In campo europeo fu soprattutto la prolificità del nuovo attaccante a risultare decisiva, con una tripletta al Rapid Bucarest nel primo turno: Bergkamp appose quindi il proprio sigillo anche contro i ciprioti dell'Apollon Limassol – sul cui campo i nerazzurri furono costretti ad un pari per 3-3 nel retour match – decidendo infine entrambe le gare col Norwich City. Sul fronte nazionale il gap dai rossoneri prese ad ampliarsi agli inizi del 1994, con la situazione sfociata nell'esonero di Bagnoli in febbraio: a gravare sul conto del tecnico, sollevato dall'incarico dopo una sconfitta casalinga con la Lazio che precipitò la squadra al sesto posto con 9 punti di ritardo dal Diavolo, fu inoltre l'insorgere di tensioni nell'ambiente che richiamò quanto avvenuto con Orrico un biennio addietro. La panchina venne rilevata dall'ex calciatore Gianpiero Marini, ex calciatore nerazzurro del decennio passato, sconfitto a Piacenza nel suo debutto.
Il nuovo allenatore centrò la prima vittoria della sua gestione nell'andata dei quarti di finale della UEFA, espugnando il terreno di un Borussia Dortmund guidato in campo dall'ex Matthias Sammer: ipotecato il passaggio del turno grazie al 3-1 in Germania, nel ritorno a San Siro i milanesi cedettero col minimo scarto rimediando la seconda sconfitta consecutiva su un totale di 6 incontri. Inaugurato il filotto negativo col 4-1 subìto a Parma, l'Inter cadde quindi per mano dei teutonici e nella stracittadina per poi capitolare anche col Genoa; frattanto piegata di misura dai connazionali del Cagliari nel primo round della semifinale europea, la Beneamata si arrese infine alla Juventus nel derby d'Italia per un autogol di Ferri.
Piombati loro malgrado in zona-retrocessione, i lombardi – tornati alla vittoria solamente in primavera – scongiurarono il pericolo della B alla penultima giornata: chiudendo il torneo alla pari con la Reggiana a 31 punti, a −19 dai campioni d'Italia del Milan, fu sopravanzato di una sola lunghezza un Piacenza condannato alla relegazione. Col tredicesimo posto in graduatoria a costituire la peggior prestazione del club in Serie A – peggiorando la dodicesima piazza raggiunta, nel 1942, in un campionato a 16 squadre, e, sia pur all'interno di un campionato con 21 partecipanti, nel 1948 – l'ancora di salvezza fu rappresentata dalla Coppa UEFA, al cui atto finale i milanesi pervennero dopo aver rimontato i sardi nel ritorno della semifinale.
Ultimo ostacolo risultarono gli austriaci del Casino Salzburg, sconfitti dapprima con rete di Berti e successivamente da un gol di Jonk: ammessa all'edizione seguente tramite la vittoria del trofeo, l'Inter iscrisse il proprio nome nell'albo d'oro della manifestazione per la seconda volta dopo il successo colto da Trapattoni nel 1991.

## Divise e sponsor
Lo sponsor tecnico per la stagione 1993-94 fu Umbro, mentre quello ufficiale era Fiorucci. La prima divisa manteneva il colletto a polo con strisce strette e tonalità chiara. La seconda aveva un colletto a polo azzurro con la banda nerazzurra e anche il bordo azzurro con nero sulle maniche. Infine, la terza rimase gialla con quadratini ispirati ai colori sociali del club.
| Casa | Trasferta | Terza divisa |

## Organigramma societario
Area direttiva
- Presidente: Ernesto Pellegrini
- Vicepresidente: Giuseppe Prisco, Giulio Abbiezzi, Angelo Corridori, Roberto Tavecchio[38]
- Amministratore delegato e general manager: Piero Boschi
- Amministratore delegato: Natale Giordano Pellegrini
- Team manager: Guido Susini

Area comunicazione
- Capo ufficio stampa: Valberto Miliani

Area tecnica
- Direttore sportivo: Marino Mariottini
- Allenatore: Osvaldo Bagnoli, poi Gianpiero Marini
- Allenatore in seconda: Sergio Maddè, poi Luciano Castellini
- Allenatore portieri: Luciano Castellini
- Preparatore atletico: Eugenio Fumagalli

Area sanitaria
- Medico sociale: dott. Arturo Guarino
- Massaggiatori: Marco Della Casa e Massimo Della Casa

## Rosa
Di seguito la rosa.
| N. |                   | Ruolo | Calciatore                  |
| -- | ----------------- | ----- | --------------------------- |
|    | Italia (bandiera) | P     | Beniamino Abate             |
|    | Italia (bandiera) | P     | Walter Zenga                |
|    | Italia (bandiera) | D     | Sergio Battistini           |
|    | Italia (bandiera) | D     | Giuseppe Bergomi (capitano) |
|    | Italia (bandiera) | D     | Fabio Di Sauro              |
|    | Italia (bandiera) | D     | Riccardo Ferri              |
|    | Italia (bandiera) | D     | Gianluca Festa              |
|    | Italia (bandiera) | D     | Antonio Paganin             |
|    | Italia (bandiera) | D     | Massimo Paganin             |
|    | Italia (bandiera) | D     | Paolo Tramezzani            |
|    | Italia (bandiera) | C     | Nicola Berti                |
|    | Italia (bandiera) | C     | Alessandro Bianchi          |

| N. |                               | Ruolo | Calciatore          |
| -- | ----------------------------- | ----- | ------------------- |
|    | Italia (bandiera)             | C     | Francesco Dell'Anno |
|    | Italia (bandiera)             | C     | Davide Fontolan     |
|    | Paesi Bassi (bandiera)        | C     | Wim Jonk            |
|    | Italia (bandiera)             | C     | Antonio Manicone    |
|    | Italia (bandiera)             | C     | Angelo Orlando      |
|    | Italia (bandiera)             | C     | Alessandro Rossi    |
|    | Russia (bandiera)             | C     | Igor Shalimov       |
|    | Paesi Bassi (bandiera)        | A     | Dennis Bergkamp     |
|    | Italia (bandiera)             | A     | Massimo Marazzina   |
|    | Macedonia del Nord (bandiera) | A     | Darko Pančev        |
|    | Italia (bandiera)             | A     | Salvatore Schillaci |
|    | Uruguay (bandiera)            | A     | Rubén Sosa          |

## Calciomercato

### Sessione estiva(dall'1/7 al 31/8)
| Acquisti | Acquisti            | Acquisti   | Acquisti                   |
| R.       | Nome                | da         | Modalità                   |
| -------- | ------------------- | ---------- | -------------------------- |
| P        | Luca Mondini        | Como       | riscatto                   |
| P        | Raffaele Nuzzo      | Pergocrema | fine prestito              |
| P        | Paolo Orlandoni     | Leffe      | fine prestito              |
| D        | Gianluca Festa      | Cagliari   | definitivo (9 miliardi ₤)  |
| D        | Marco Grossi        | Ascoli     | fine prestito              |
| D        | Massimo Paganin     | Brescia    | definitivo (6 miliardi ₤)  |
| D        | Alessandro Rossi    | Arezzo     | definitivo                 |
| D        | Stefano Rossini     | Udinese    | fine prestito              |
| C        | Marco Barollo       | Ternana    | fine prestito              |
| C        | Francesco Dell'Anno | Udinese    | definitivo (14 miliardi ₤) |
| C        | Wim Jonk            | Ajax       | definitivo (10 miliardi ₤) |
| C        | Giuseppe Marino     | Taranto    | fine prestito              |
| C        | Cristiano Scapolo   | Ravenna    | fine prestito              |
| A        | Marco Delvecchio    | Venezia    | fine prestito              |
| A        | Dennis Bergkamp     | Ajax       | definitivo (18 miliardi ₤) |

| Cessioni | Cessioni          | Cessioni       | Cessioni                  |
| R.       | Nome              | a              | Modalità                  |
| -------- | ----------------- | -------------- | ------------------------- |
| P        | Luca Mondini      | Fidelis Andria | prestito                  |
| P        | Paolo Orlandoni   | Casarano       | compartecipazione         |
| D        | Mirko Conte       | Venezia        | prestito                  |
| D        | Stefano Bettarini | Lucchese       | rinnovo compartecipazione |
| D        | Luigi De Agostini | Reggiana       | definitivo                |
| D        | Marco Grossi      | Maceratese     | prestito                  |
| D        | Stefano Ricci     | Casarano       | prestito                  |
| D        | Pasquale Rocco    | Pisa           | rinnovo compartecipazione |
| D        | Stefano Rossini   | Udinese        | prestito                  |
| C        | Marco Barollo     | Lecce          | prestito                  |
| C        | Pierluigi Di Già  | Venezia        | rinnovo prestito          |
| C        | Cristiano Scapolo | Atalanta       | prestito                  |
| C        | Giuseppe Marino   | Modena         | prestito                  |
| A        | Oliver Bierhoff   | Ascoli         | rinnovo compartecipazione |
| A        | Dario Morello     | Reggiana       | rinnovo compartecipazione |
| A        | Marco Delvecchio  | Udinese        | prestito                  |

### Sessione autunnale
| Acquisti | Acquisti | Acquisti | Acquisti |
| R.       | Nome     | da       | Modalità |
| -------- | -------- | -------- | -------- |

| Cessioni | Cessioni            | Cessioni     | Cessioni   |
| R.       | Nome                | a            | Modalità   |
| -------- | ------------------- | ------------ | ---------- |
| D        | Gianluca Festa      | Roma         | prestito   |
| A        | Darko Pančev        | VfB Lipsia   | prestito   |
| A        | Salvatore Schillaci | Júbilo Iwata | definitivo |

## Risultati

### Serie A

#### Girone di andata
| Arbitro: | Braschi (Prato) |

|                        |           |              |
| Jonk 14’ Schillaci 55’ | Marcatori | 35’ Padovano |

| Arbitro: | Cesari (Genova) |

|                      |           |               |
| Di Biagio 78’ (rig.) | Marcatori | 45’ Schillaci |

| Arbitro: | Bazzoli (Merano) |

|                            |           |                  |
| Bergkamp 19’ Schillaci 81’ | Marcatori | 53’ (aut.) Festa |

| Arbitro: | Beschin (Legnago) |

|                 |           |  |
| Dely Valdés 45’ | Marcatori |  |

| Roma 19 settembre 1993 5ª giornata | Lazio            | 0 – 0 referto | Inter | Stadio Olimpico\| Arbitro: \| Baldas (Trieste) \| |
| Arbitro:                           | Baldas (Trieste) |               |       |                                                   |

| Arbitro: | Arena (Ercolano) |

|                              |           |  |
| Bergkamp 16’ (rig.) Sosa 83’ | Marcatori |  |

| Napoli 3 ottobre 1993 7ª giornata | Napoli           | 0 – 0 referto | Inter | Stadio San Paolo\| Arbitro: \| Baldas (Trieste) \| |
| Arbitro:                          | Baldas (Trieste) |               |       |                                                    |

| Milano 17 ottobre 1993 8ª giornata | Inter                | 0 – 0 referto | Torino | Stadio Giuseppe Meazza\| Arbitro: \| Trentalange (Torino) \| |
| Arbitro:                           | Trentalange (Torino) |               |        |                                                              |

| Arbitro: | Stafoggia (Pesaro) |

|  |           |          |
|  | Marcatori | 41’ Sosa |

| Arbitro: | Collina (Viareggio) |

|                    |           |                      |
| Sosa 16’, 37’, 65’ | Marcatori | 10’ Grün 77’ Minotti |

| Arbitro: | Baldas (Trieste) |

|                     |           |                       |
| Bergkamp 64’ (rig.) | Marcatori | 34’ Panucci 52’ Papin |

| Arbitro: | Cinciripini (Ascoli Piceno) |

|             |           |  |
| Ruotolo 52’ | Marcatori |  |

| Arbitro: | Cesari (Genova) |

|               |           |                          |
| Sosa 33’, 90’ | Marcatori | 55’ R. Baggio 77’ Möller |

| Arbitro: | Braschi (Prato) |

|                   |           |                                |
| Notaristefano 90’ | Marcatori | 33’ Bergkamp 84’, 87’ Shalimov |

| Arbitro: | Trentalange (Torino) |

|                                                      |           |  |
| Battistini 4’ Jugović 29’ (aut.) Bergkamp 56’ (rig.) | Marcatori |  |

| Arbitro: | Collina (Viareggio) |

|           |           |          |
| Balbo 15’ | Marcatori | 70’ Sosa |

| Arbitro: | Beschin (Legnago) |

|                     |           |                          |
| Bergkamp 82’ (rig.) | Marcatori | 17’ Magoni 87’ Orlandini |

#### Girone di ritorno
| Arbitro: | Luci (Firenze) |

|             |           |  |
| Scienza 66’ | Marcatori |  |

| Arbitro: | Quartuccio (Torre Annunziata) |

|                                |           |               |
| Sosa 19’ Jonk 31’ Bergkamp 88’ | Marcatori | 86’ Di Biagio |

| Arbitro: | Boggi (Salerno) |

|            |           |                                       |
| Gualco 51’ | Marcatori | 21’, 26’ Jonk 42’ A. Paganin 81’ Sosa |

| Arbitro: | Nicchi (Arezzo) |

|                               |           |                                          |
| Sosa 44’, 52’ D. Fontolan 90’ | Marcatori | 7’ Oliveira 28’ Pusceddu 84’ Dely Valdés |

| Arbitro: | Luci (Firenze) |

|          |           |                                  |
| Sosa 26’ | Marcatori | 87’ (rig.) Signori 90’ Di Matteo |

| Arbitro: | Ceccarini (Livorno) |

|                                    |           |                |
| An. Orlando 13’ (aut.) Turrini 52’ | Marcatori | 47’ Battistini |

| Milano 20 febbraio 1994 24ª giornata | Inter                | 0 – 0 referto | Napoli | Stadio Giuseppe Meazza\| Arbitro: \| Pairetto (Nichelino) \| |
| Arbitro:                             | Pairetto (Nichelino) |               |        |                                                              |

| Arbitro: | Rodomonti (Teramo) |

|                       |           |  |
| P. Poggi 45’ Cois 56’ | Marcatori |  |

| Arbitro: | Trentalange (Torino) |

|          |           |  |
| Sosa 53’ | Marcatori |  |

| Arbitro: | Bettin (Padova) |

|                                       |           |          |
| Zola 45’, 58’ Asprilla 63’ Brolin 90’ | Marcatori | 69’ Sosa |

| Arbitro: | Ceccarini (Livorno) |

|                                |           |               |
| Bergomi 46’ (aut.) Massaro 89’ | Marcatori | 86’ Schillaci |

| Arbitro: | Cinciripini (Ascoli Piceno) |

|              |           |                               |
| Schillaci 3’ | Marcatori | 18’, 90’ Ruotolo 26’ Skuhravý |

| Arbitro: | Bazzoli (Merano) |

|                     |           |  |
| R. Ferri 85’ (aut.) | Marcatori |  |

| Arbitro: | Boggi (Salerno) |

|                                                |           |              |
| Jonk 19’, 47’ Bergkamp 50’ (rig.) N. Berti 81’ | Marcatori | 86’ Baldieri |

| Arbitro: | Collina (Viareggio) |

|                                         |           |                |
| Vierchowod 21’ Evani 70’ N. Amoruso 90’ | Marcatori | 25’ Battistini |

| Arbitro: | Ceccarini (Livorno) |

|                              |           |                              |
| D. Fontolan 22’ N. Berti 70’ | Marcatori | 14’ G. Giannini 80’ Cappioli |

| Arbitro: | Pairetto (Nichelino) |

|                        |           |          |
| Orlandini 43’ Sgrò 83’ | Marcatori | 45’ Sosa |

### Coppa Italia

#### Turni eliminatori
| Arbitro: | Arena (Ercolano) |

|                                    |           |  |
| Battistini 52’ Bergkamp 58’ (rig.) | Marcatori |  |

| Arbitro: | Trentalange (Torino) |

|                         |           |              |
| Rastelli 17’ Albino 19’ | Marcatori | 79’ Shalimov |

#### Fase finale
| Udine 1º dicembre 1993, ore 20:30 CET Ottavi di finale - Andata | Udinese         | 0 – 0 | Inter | Stadio Friuli\| Arbitro: \| Nicchi (Arezzo) \| |
| Arbitro:                                                        | Nicchi (Arezzo) |       |       |                                                |

| Arbitro: | Rosica (Roma) |

|                                    |           |           |
| D. Fontolan 7’ Bergkamp 74’ (rig.) | Marcatori | 40’ Gelsi |

| Arbitro: | Pairetto (Nichelino) |

|              |           |  |
| Lombardo 33’ | Marcatori |  |

| Arbitro: | Collina (Viareggio) |

|                 |           |            |
| D. Fontolan 70’ | Marcatori | 89’ Gullit |

### Coppa UEFA
| Arbitro: | Assenmacher |

|                               |           |             |
| Bergkamp 19’ (rig.), 66’, 79’ | Marcatori | 52’ Andraşi |

| Arbitro: | Uilenberg |

|  |           |                         |
|  | Marcatori | 75’ Battistini 83’ Jonk |

| Arbitro: | Philippi |

|             |           |  |
| Bergkamp 8’ | Marcatori |  |

| Arbitro: | Ouzounov |

|                                          |           |                                         |
| Spoljaric 11’ Šćepović 30’ Iosifidis 85’ | Marcatori | 5’ Shalimov 8’ Bergkamp 38’ D. Fontolan |

| Arbitro: | Muhmenthaler |

|  |           |                     |
|  | Marcatori | 80’ (rig.) Bergkamp |

| Arbitro: | Krondl |

|              |           |  |
| Bergkamp 89’ | Marcatori |  |

| Arbitro: | van der Ende |

|            |           |                            |
| Schulz 83’ | Marcatori | 33’, 36’ Jonk 90’ Shalimov |

| Arbitro: | Piraux |

|              |           |                     |
| Manicone 81’ | Marcatori | 39’ Zorc 47’ Ricken |

| Arbitro: | López Nieto |

|                                      |           |                         |
| Oliveira 11’ Criniti 81’ Pancaro 86’ | Marcatori | 6’ D. Fontolan 61’ Sosa |

| Arbitro: | Don |

|                                           |           |  |
| Bergkamp 37’ (rig.) N. Berti 54’ Jonk 63’ | Marcatori |  |

| Arbitro: | Nielsen |

|  |           |              |
|  | Marcatori | 35’ N. Berti |

| Arbitro: | Mccluskey |

|          |           |  |
| Jonk 62’ | Marcatori |  |

## Statistiche
Statistiche aggiornate all'11 maggio 1994.

### Statistiche di squadra
| Competizione | Punti | In casa | In casa | In casa | In casa | In trasferta | In trasferta | In trasferta | In trasferta | Totale | Totale | Totale | Totale | GF | GS | DR |
| Competizione | Punti | G       | V       | P       | S       | G            | V            | P            | S            | G      | V      | P      | S      | GF | GS | DR |
| ------------ | ----- | ------- | ------- | ------- | ------- | ------------ | ------------ | ------------ | ------------ | ------ | ------ | ------ | ------ | -- | -- | -- |
| Serie A      | 31    | 17      | 8       | 5       | 4       | 17           | 3            | 4            | 10           | 34     | 11     | 9      | 14     | 46 | 45 | 1  |
| Coppa Italia | -     | 3       | 2       | 1       | 0       | 3            | 0            | 1            | 2            | 6      | 2      | 2      | 2      | 6  | 5  | 1  |
| Coppa UEFA   | -     | 6       | 5       | 0       | 1       | 6            | 4            | 1            | 1            | 12     | 9      | 1      | 2      | 22 | 10 | 12 |
| Totale       | -     | 26      | 15      | 6       | 5       | 26           | 7            | 6            | 13           | 52     | 22     | 12     | 18     | 74 | 60 | 14 |

### Statistiche dei giocatori
Sono indicati in corsivo i calciatori che hanno lasciato la società a stagione in corso.
| Giocatore     | Serie A  | Serie A | Serie A     | Serie A    | Coppa Italia | Coppa Italia | Coppa Italia | Coppa Italia | Coppa UEFA | Coppa UEFA | Coppa UEFA  | Coppa UEFA | Totale   | Totale | Totale      | Totale     |
| Giocatore     | Presenze | Reti    | Ammonizioni | Espulsioni | Presenze     | Reti         | Ammonizioni  | Espulsioni   | Presenze   | Reti       | Ammonizioni | Espulsioni | Presenze | Reti   | Ammonizioni | Espulsioni |
| ------------- | -------- | ------- | ----------- | ---------- | ------------ | ------------ | ------------ | ------------ | ---------- | ---------- | ----------- | ---------- | -------- | ------ | ----------- | ---------- |
| B. Abate      | 2        | -2      | ?           | ?          | 2            | -0           | ?            | ?            | 0          | -0         | 0           | 0          | 4        | -2     | 0+          | 0+         |
| S. Battistini | 30       | 3       | ?           | ?          | 6            | 1            | ?            | ?            | 10         | 1          | ?           | ?          | 46       | 5      | ?           | ?          |
| D. Bergkamp   | 31       | 8       | ?           | ?          | 6            | 2            | ?            | ?            | 11         | 8          | ?           | ?          | 48       | 18     | ?           | ?          |
| G. Bergomi    | 31       | 0       | ?           | ?          | 4            | 0            | ?            | ?            | 12         | 0          | ?           | ?          | 47       | 0      | ?           | ?          |
| N. Berti      | 9        | 2       | ?           | ?          | 0            | 0            | 0            | 0            | 4          | 2          | ?           | ?          | 13       | 4      | 0+          | 0+         |
| A. Bianchi    | 10       | 0       | ?           | ?          | 3            | 0            | ?            | ?            | 5          | 0          | ?           | ?          | 18       | 0      | ?           | ?          |
| F. Dell'Anno  | 15       | 0       | ?           | ?          | 3            | 0            | ?            | ?            | 7          | 0          | ?           | ?          | 25       | 0      | ?           | ?          |
| F. Di Sauro   | 1        | 0       | ?           | ?          | 0            | 0            | 0            | 0            | 0          | 0          | 0           | 0          | 1        | 0      | 0+          | 0+         |
| R. Ferri      | 16       | 0       | ?           | ?          | 5            | 0            | ?            | ?            | 7          | 0          | ?           | ?          | 28       | 0      | ?           | ?          |
| G. Festa      | 4        | 0       | ?           | ?          | 0            | 0            | 0            | 0            | 1          | 0          | ?           | ?          | 5        | 0      | 0+          | 0+         |
| D. Fontolan   | 30       | 2       | ?           | ?          | 4            | 2            | ?            | ?            | 9          | 2          | ?           | ?          | 43       | 6      | ?           | ?          |
| W. Jonk       | 25       | 6       | ?           | ?          | 1            | 0            | ?            | ?            | 9          | 5          | ?           | ?          | 35       | 11     | ?           | ?          |
| A. Manicone   | 31       | 0       | ?           | ?          | 5            | 0            | ?            | ?            | 9          | 1          | ?           | ?          | 45       | 1      | ?           | ?          |
| M. Marazzina  | 3        | 0       | ?           | ?          | 0            | 0            | 0            | 0            | 0          | 0          | 0           | 0          | 3        | 0      | 0+          | 0+         |
| A. Orlando    | 30       | 0       | ?           | ?          | 6            | 0            | ?            | ?            | 11         | 0          | ?           | ?          | 47       | 0      | ?           | ?          |
| A. Paganin    | 30       | 1       | ?           | ?          | 5            | 0            | ?            | ?            | 8          | 0          | ?           | ?          | 43       | 1      | ?           | ?          |
| M. Paganin    | 16       | 0       | ?           | ?          | 4            | 0            | ?            | ?            | 9          | 0          | ?           | ?          | 29       | 0      | ?           | ?          |
| D. Pančev     | 0        | 0       | 0           | 0          | 0            | 0            | 0            | 0            | 0          | 0          | 0           | 0          | 0        | 0      | 0           | 0          |
| A. Rossi      | 1        | 0       | ?           | ?          | 1            | 0            | ?            | ?            | 1          | 0          | ?           | ?          | 3        | 0      | ?           | ?          |
| I. Šalimov    | 18       | 2       | ?           | ?          | 5            | 1            | ?            | ?            | 6          | 2          | ?           | ?          | 29       | 5      | ?           | ?          |
| S. Schillaci  | 9        | 5       | ?           | ?          | 1            | 0            | ?            | ?            | 3          | 0          | ?           | ?          | 13       | 5      | ?           | ?          |
| R. Sosa       | 28       | 16      | ?           | ?          | 6            | 0            | ?            | ?            | 10         | 1          | ?           | ?          | 44       | 17     | ?           | ?          |
| P. Tramezzani | 13       | 0       | ?           | ?          | 3            | 0            | ?            | ?            | 3          | 0          | ?           | ?          | 19       | 0      | ?           | ?          |
| W. Zenga      | 32       | -43     | ?           | ?          | 5            | -5           | ?            | ?            | 12         | -10        | ?           | ?          | 49       | -58    | ?           | ?          |